# Amphoe Khao Chakan
Amphoe Khao Chakan (Thai: อำเภอ เขาฉกรรจ์) ist ein Landkreis (Amphoe – Verwaltungs-Distrikt) im Westen der Provinz Sa Kaeo. Die Provinz Sa Kaeo liegt in der Ostregion von Thailand an der Grenze zu Kambodscha, wird aber verwaltungstechnisch zu Zentralthailand gezählt.

## Geographie
Amphoe Khao Chakan wird von folgenden Amphoe begrenzt (vom Norden im Uhrzeigersinn aus gesehen): die Amphoe Mueang Sa Kaeo, Watthana Nakhon, Khlong Hat und Wang Nam Yen in der Provinz Sa Kaeo sowie Amphoe Tha Takiap in der Provinz Chachoengsao.

## Geschichte
Khao Chakan wurde am 30. April 1994 zunächst als „Zweigkreis“ (King Amphoe) eingerichtet, indem vier Tambon vom Amphoe Mueang Sa Kaeo abgetrennt wurden. 
Am 11. Oktober 1997 bekam Khao Chakan den vollen Amphoe-Status.

## Verwaltung

### Provinzverwaltung
Der Landkreis Khao Chakan ist in vier Tambon („Unterbezirke“ oder „Gemeinden“) eingeteilt, die sich weiter in 71 Muban („Dörfer“) unterteilen.
| Nr. | Name         | Thai     | Muban | Einw.  |
| --- | ------------ | -------- | ----- | ------ |
| 01. | Khao Chakan  | เขาฉกรรจ์ | 11    | 12.032 |
| 02. | Nong Wa      | หนองหว้า  | 28    | 21.663 |
| 03. | Phra Phloeng | พระเพลิง  | 19    | 15.639 |
| 04. | Khao Sam Sip | เขาสามสิบ | 13    | 08.064 |

### Lokalverwaltung
Es gibt eine Kommune mit „Kleinstadt“-Status (Thesaban Tambon) im Landkreis:
- Khao Chakan (Thai: เทศบาลตำบลเขาฉกรรจ์) bestehend aus Teilen des Tambon Khao Chakan.

Außerdem gibt es vier „Tambon-Verwaltungsorganisationen“ (องค์การบริหารส่วนตำบล – Tambon Administrative Organizations, TAO)
- Khao Chakan (Thai: องค์การบริหารส่วนตำบลเขาฉกรรจ์) bestehend aus Teilen des Tambon Khao Chakan.
- Nong Wa (Thai: องค์การบริหารส่วนตำบลหนองหว้า) bestehend aus dem kompletten Tambon Nong Wa.
- Phra Phloeng (Thai: องค์การบริหารส่วนตำบลพระเพลิง) bestehend aus dem kompletten Tambon Phra Phloeng.
- Khao Sam Sip (Thai: องค์การบริหารส่วนตำบลเขาสามสิบ) bestehend aus dem kompletten Tambon Khao Sam Sip.